# Kissinger Sommer

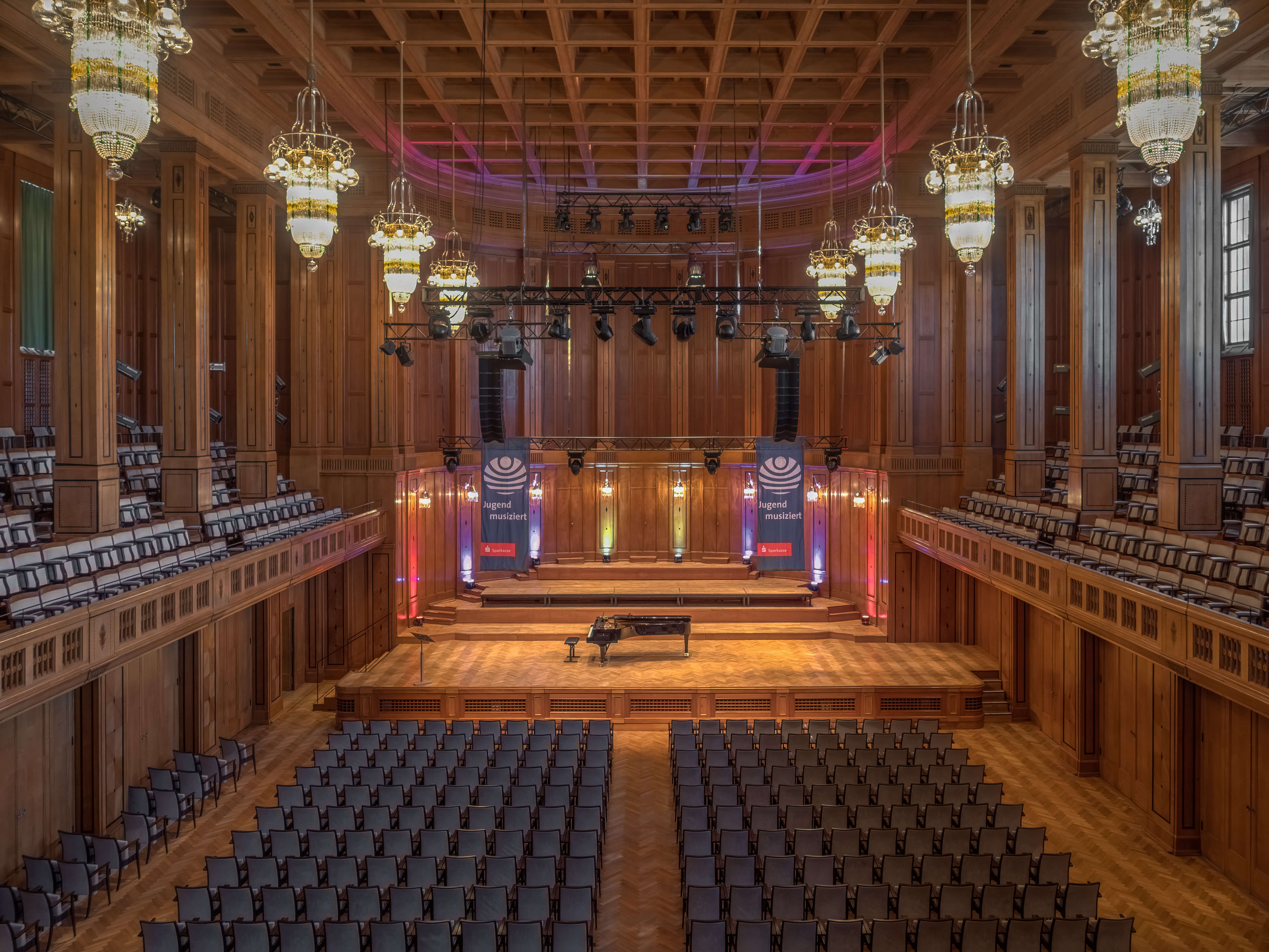
Regentenbau, sala da concerto di Bad Kissingen

Il Kissinger Sommer (tedesco per: l'estate da Kissingen) è un festival di musica classica che si svolge ogni estate nella città di Bad Kissingen in Germania.
Il festival è stato fondato nel 1986. Fin dall'inizio, gli artisti del festival sono un mix di star internazionali famose come Cecilia Bartoli, Arcadi Volodos, Fazıl Say o Grigory Sokolov, e nuovi arrivati, che hanno anche fatto una grande carriera dopo, come il soprano Diana Damrau, il pianista Lang Lang o il violinista David Garrett.
La direttrice di Kissinger Sommer dal 1986 al 2016 è stata Kari Kahl-Wolfsjäger. Il successore, dal 2017 al 2021, è stato Tilman Schlömp, precedentemente direttore artistico del festival Beethovenfest di Bonn. Dal 2022 Alexander Steinbeis è stato nominato direttore del festival, che in precedenza era il direttore d'orchestra della DSO Berlin.
Ogni anno, il "Luitpoldpreis" (Premio Luitpold) viene assegnato a un giovane interprete del festival. Il premio prende il nome da Luitpold, il principe reggente di Baviera, che ha lasciato costruire la grande sala da concerto di Bad Kissingen, il "Regentenbau", dove si svolgono molti dei concerti del festival. Tra i vincitori ci sono artisti come Alisa Weilerstein (2000) , Baiba Skride (2003), Tine Thing Helseth (2007) e Igor Levit (2009).
Il festival è collegato al "Kissinger Klavierolymp", una competizione di giovani pianisti in autunno a Bad Kissingen. Il premio per i vincitori, sotto il quale sono Igor Levit, Alice Sara Ott, Mona Asuka Ott e Kit Armstrong, è una performance al Kissinger Sommer.

## Sito ufficiale
- Kissinger Sommer (de, en)